# Brokof (Band)
Brokof ist eine im Jahr 2007 gegründete Folk-Rock-/Indie-Rock-Band aus Berlin.

## Geschichte
Brokof wurde 2007 von den Fabian Brokof (Gesang, Gitarre), Rocco Weise (Bass), Christian Kohler (Schlagzeug) und Arne Bergner (Keyboards, Gitarre) in Berlin gegründet. Die ersten Konzerte spielte die Band in Berliner Clubs und auf Veranstaltungen wie Vernissagen befreundeter Künstler. 2012 tourte die Band das erste Mal durch Deutschland und trat unter anderem im Hamburger Musikclub Molotow, dem Berliner Lido und im Weimarer Kasseturm auf. Das erste Album Softly Softly Catchee Monkey erschien am 15. Oktober 2010 über Goldrausch Records.
Am 12. Oktober 2012 erschien das zweite Album Side by Side. Anschließend tourte die Band mit Puya Shoary, der Christian Kohler am Schlagzeug ersetzte, durch Deutschland. Während der Promotion für das Album besuchten Brokof den Musikblog Balcony TV.
Nach der EP Eviction Notice (2015) und der dazugehörigen Tour erschien im Mai 2016 der dritte Longplayer Cool Fame. Die gleichnamige Single schaffte es bis auf Platz 5 der deutschen Campus-Charts. Die Print-Ausgabe des Rolling Stone hörte Parallelen zu Crosby, Stills, Nash and Young und befand: „angenehm unaufgeregte Platte, zehn Songs, schnörkellos und schön“
Im Oktober 2018 folgte das vierte Album Fore, dem eine ausgedehnte Tour durch Deutschland und Europa folgte. Das in Berlin ansässige Online-Magazin Musikmussmit interviewte die Band anlässlich der Veröffentlichung. Dabei wurde auch ein Video zu Dear Future Generations gedreht.

## Stil
Die Lieder werden beschrieben als „kraftvolle Songs mit klarer Verwurzelung im folkigen Ami-Rock und mit einem Hauch Britpop“ (Stern). Musikalische Vorbilder sind im klassischen Indie-Rock, Folk und Soul zu suchen und bei Bands wie The Beatles, Depeche Mode und Wilco. Die Texte sind überwiegend introspektiv und nachdenklich gehalten, zeigen aber auch psychedelische Momente und Sinnsuche auf.

## Kollaborationen
Tom Zenker, unter anderem Regisseur von Der blinde Fleck führte Regie und übernahm die Kamera für die Videoclips Lost in the City und Smile.
2017 veröffentlichte die Band Brother Equal eine Kooperation mit dem New Yorker Singer-Songwriter Random Willson.
Beim Video zur Single A Ride führte Stephan Noë Regie, (veröffentlicht am 21. September 2018)  Kopf der Berliner Band Noë.

## Diskografie

### Alben
- Softly Softly Catchee Monkey (15. Oktober 2010, Goldrausch Records)
- Side by Side (12. Oktober 2012, Goldrausch Records)
- Cool Fame (10. Juni 2016, Goldrausch Records)
- Brother Equal (zusammen mit Random Willson,1. September, Goldrausch Records)
- Fore! (19. Oktober 2018, Goldrausch Records)

### Kompilations-Beiträge
- Visions all Areas 122[15]
- Hör Dich Glücklich Vol. 1[16]
- Hör Dich Glücklich Vol. 2
- Mercedes Benz Mix Tape 27[17]

### Free Tracks
- 2012: Tomorrow Is Christmas[18]